# Нагойський протокол
Нагойський протоко́л про до́ступ до генети́чних ресу́рсів та справедли́вий і рівнопра́вний розпо́діл ви́гід від ї́хнього використа́ння до Конве́нції про біологі́чне різномані́ття — юридично обов'язкова для держав-учасниць додаткова міжнародна екологічна угода до Конвенції про біологічне різноманіття, яка зобов'язує вжити заходів щодо доступу до генетичних ресурсів «рослин, тварин, бактерій або інших організмів для комерційних, дослідницьких або інших цілей», спільного використання вигод та комплаєнс. Однією з його цілей є надання інструментів для боротьби з біопіратством (незаконним привласненням генетичних ресурсів й місцевих традиційних знань). Ухвалена 29 жовтня 2010 року в Нагої на 10-й Конференції сторін конвенції щодо реалізації «цільових задач Айті з біорізноманіття».